# Katrin Kieseler
Katrin Kieseler (* 24. Februar 1977 in West-Berlin) ist eine ehemalige australische Kanutin, die vorher für Deutschland startete.

## Leben
Katrin Kieseler wurde in West-Berlin geboren und trat daher für den Deutschen Kanu-Verband an. Hier konnte sie 1997 bei den Weltmeisterschaften in Dartmouth im Kajak-Vierer Gold mit ihren Teamkolleginnen Birgit Fischer, Anett Schuck und Katrin Wagner-Augustin gewinnen. Bei den Europameisterschaften 2000 in Posen gewann sie mit Fischer im Kajak-Zweier sogar einen kompletten Medaillen-Satz. Kurz darauf kam es allerdings zum Bruch zwischen Kieseler und dem Verband. Nachdem sie kurz vor den Olympischen Sommerspielen aus dem Kajak-Zweier und Kajak-Vierer genommen wurde und in Sydney nur im Einer antreten sollte, verzichtete sie auf die Spiele. Kieseler fühlte sich ungerecht behandelt. Heikel war dies für den Deutschen Verband auch deshalb, da bei den Olympischen Spielen mit Josefa Idem für Italien und Katrin Borchert für Australien zwei ehemalige deutsche Athletinnen Medaillen gewinnen konnten.
Kieseler wechselte den Verband und trat ab der folgenden Saison für Australien an. Bei der Weltmeisterschaft 2001 kam es dann zum Duell der für Australien startenden Borchert und Kieseler mit dem deutschen Boot im Kajak-Zweier. Hier schlugen Manuela Mucke und Nadine Opgen-Rhein ihre ehemaligen Team-Kolleginnen und verwiesen diese auf den zweiten Platz. In Gainsville 2003 holte Kieseler mit dem australischen Kajak-Vierer dann ihre letzte WM-Medaille: im Rennen über 1000 Meter gab es für das Team Bronze.